# 约翰·缪尔
约翰·缪尔（1838年4月21日—1914年12月24日）是美國早期环保主义运动的领袖。他写的有关大自然探险的作品，特别是关于加利福尼亚内华达山脉的各种随笔、专著被广为流传。
缪尔帮助保护了约塞米蒂山谷等荒原，并创建了美国最重要的环保组织塞拉俱乐部。他的著作以及思想很大程度上影响了现代环保运动的形成。

## 缪尔的西北之旅
1888年，在管理斯特勒恩兹尔（Strentzel）家族产业七年以后，缪尔感觉有些心力交悴。在妻子的支持下，缪尔又攀登了 Rainier 山，并写下了 Ascent of Mount Rainier 。
此后缪尔前往阿拉斯加亚历山大群岛蘭格爾島，并声称这个小岛1881年就属于美国。这段经历他记录在了 The Cruise of the Corwin 的书中。

## 事件

### 致力于保护
缪尔作为保护主义者投入了巨大的精力。他将约塞米蒂以及內華達山脉预想作为保留地。他看到这些地区受到放牧的威胁，特别是羊群(被称为“带蹄蝗虫”)。1889年6月，缪尔与颇具影响力的 Century 杂志副主编Robert Underwood Johnson，在Tuolumne Meadows露营，目睹了大批羊群对草地的破坏。Johnson此后将缪尔的文章发表，主张禁止在內華達山脉的高山地区进行放牧。同时他还利用自己的影响力，向国会提交议案，将约塞米蒂设为国家公园，也就是后来的约塞米蒂国家公园。
1890年9月30日，国会根据缪尔在Centruy杂志发表的两篇文章通过了该议案，但令缪尔失望的是，议案将约塞米蒂山谷交由州政府控制。在取得这项工作的部分胜利后，1892年5月28日，缪尔组建了环保组织塞拉俱乐部，并被选为首任主席(后连任22年直至其去世)。1894年，他的第一部著作 The Mountains of California (加利福尼亚的山脉)出版。

### 保留还是维护？
1896年7月，缪尔与另一位环保倡导者吉福特·平肖（Pinchot）结为好友。但第二年夏天，平肖特在西雅图一报纸上发表声明表示其支持在森林保留区放牧。缪尔与平会面，并要求其解释。平坚持他的观点，缪尔告诉他，“我不想再跟你有什么瓜葛”。理念上的差异，迅速导致环保运动分成了两个阵营，缪尔领导的保留派，以及平的维护派。缪尔极力反对将自然商业化。两人在不少杂志上展开辩论，如Outlook、Harper's Weekly、Atlantic Monthly、World's Work以及Century。缪尔强调保留地在精神、气质上的价值，Pinchot则从自然资源的角度，认为有限度的商业开发是一种奖励。双方都反对自然资源的过度开发，比如将森林砍伐殆尽。
1899年，缪尔和铁路主管愛德華·亨利·哈里曼、鳥類學家羅伯特·里奇韋、博物學家約翰·巴勒斯以及其他一些学者，乘坐长达76米的豪华轮船 George W. Elder 号，沿着阿拉斯加海岸线，进行了一次著名的探险旅行。哈后来通过其政治影响力，帮助缪尔在国会通过了环保法令。

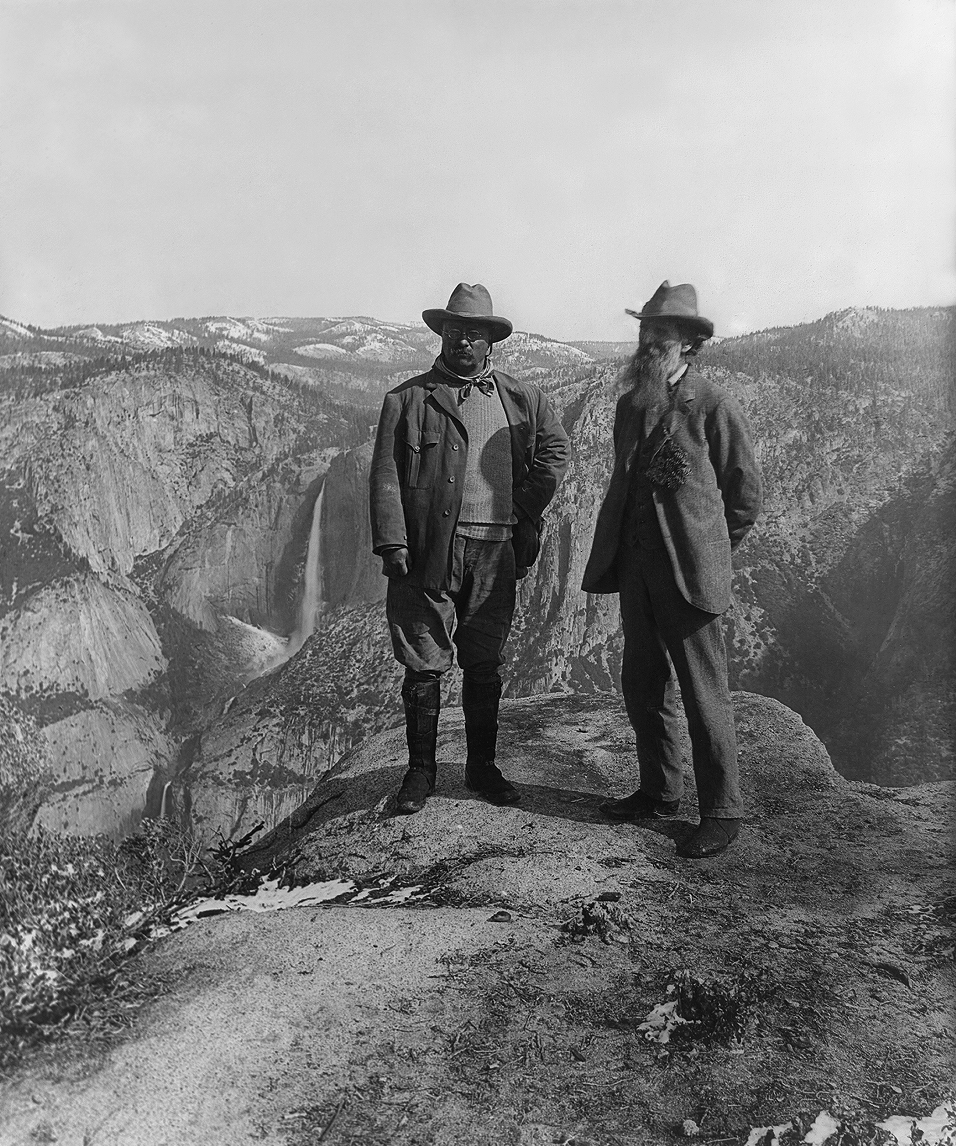
罗斯福与缪尔

1903年，美国第二十六任总统西奥多·罗斯福与缪尔在公园作了一次旅行。缪尔和罗斯福从加利福尼亚的奥克兰坐火车出发，前往雷蒙德（Raymond）。后总统随行人员一起从驿站马车前往公园旅行，途中缪尔告诉总统，目前山谷处理不当，其中资源被滥砍滥挖，甚至还没进公园，罗斯福总统就已经被打动，他也意识到只有通过联邦力量进行规划，山谷才能得以保存。
来到公园后，总统欣赏到了山谷的壮美景色，并要求缪尔带他去观赏真正的约塞米蒂。他们自行出发前往，并在野外露营。围着火堆，他俩一直谈论到深夜，并伴着Glacier Point的新鲜空气入眠，第二天清晨雪花飘落其间。一个令罗斯福难以忘怀的夜晚。
缪尔通过塞拉俱乐部继续努力争取，终于在1905年，国会决定将马黎璞撒·葛罗福和约塞米蒂山谷，纳入国家公园。缪尔的妻子Louisa于1905年8月6日去世。

### 建设大坝
1903年，有人提议在约塞米蒂国家公园的北部（即位于赫奇赫奇山谷）建造一个大坝。该大坝的目的是向旧金山提供水和水力發电。保护主义者们如缪尔和他的塞拉俱乐部反对这个项目，而提倡者如吉福德·平肖则支持该项目。缪尔求助于他的朋友罗斯福，而罗斯福不想让自己表态反对受旧金山人欢迎的水坝（1908年的一次全民公投进一步证实，有七对一的多数欢迎水坝和市政水）。经过多年争论，大众对该工程的观点两极分化，罗斯福的继任者伍德罗·威尔逊总统于1913年12月19日签署了大坝修建法案。这场论战的结果是山谷被毁，缪尔对此感到极为失落。
1914年12月24日，约翰·缪尔因肺炎在洛杉矶的一家医院去世病逝。在此之前他去看望了他女儿何仑（Helen）。
加利福尼亚的攀岩爱好者施抵福·路泊认为，缪尔去世是因为他的心碎了。
约翰·缪尔的遗产在他曾孙麦克·缪尔手上得到了发扬，他创建了一个叫Access Adventure的组织，专门帮助有身体障碍的人士，可以坐着轮椅进行户外活动。

## 荣誉
为纪念缪尔的命名，包括两条缪尔小径(分别在加利福尼亚州和田纳西州)、约翰·缪尔荒野(保护地)、缪尔小径附近的缪尔山、缪尔杉树林、约翰·缪尔中学（John Muir High School）、聖地牙哥加利福尼亞大學的约翰·缪尔学院、苏格兰鄧巴的约翰·缪尔国家公园、东洛锡安的约翰·缪尔路，还有128523号Johnmuir小行星。2005年发行的加州25美分纪年币，刻着约翰·缪尔的形象，还有加州神鹫，以及约塞米蒂国家公园的Half Dome大岩壁。在印第安纳波利斯奖项的Lilly勋章的背面，刻有缪尔的一段名言。还有加州Shasta山的缪尔峰，旧金山附近的缪尔树林。
2006年12月6日，加州州长施瓦辛格及其夫人玛丽亚·施莱佛将约翰·缪尔请入位于加州历史、妇女、艺术博物馆的加州名人堂。

## 非议
缪尔推崇纯原始的荒野，这个观点受到一些人的批评，Carolyn Merchant称，“约翰·缪尔将国家公园预想为原始的荒野，没有驯养的动物、印第安人。在 My First Summer in the Sierra (1911年)一书中，他描述了1868年在内华达山脉旅行的经历，用轻蔑的口吻提到遇见的印第安人，并将其视作不洁的动物，并不属于这片荒野。”但后来缪尔跟他们在野外共同生活过后，他的态度因此被改变。加利福尼亚、阿拉斯加的土著居民改变了缪尔的成见，原来的恐惧感化作了敬意，他此后尊重他们的生活方式及传统，并很同情其处境。
历史学家罗得理柯·拿实（Roderick Nash）认为，林肯总统那时正在进行人数近50万人的征兵，而缪尔则前往加拿大旅行，他认为这可能不是单纯的旅行，而是可能为了避免应征入伍，“缪尔当时26岁，单身，他可能感到自己可能被征兵，而显然他对战争没有兴趣，无论是为了统一还是为了解放奴隶。”从缪尔的角度而言，他是苏格兰人，并不是北美当地人；更重要的是作家亨利·戴维·梭罗对他有很大的影响，可能是梭罗的“公民不服从”的思想影响了缪尔。

## 引用
1. ↑  约翰·缪尔(1890年9月)。Features of the Proposed Yosemite National Park （页面存档备份，存于），The Century Magazine (No. 5)
2. ↑  "The Treasure of the Yosemite"、"Features of the Proposed National Park"
3. ↑  Preservation指不允许任何认为开发的环保理念，Conservation则允许部分开发，前者译作了保留，后者译作了维护。
4. ↑  Moseley, W. G. 2009. "Beyond Knee-Jerk Environmental Thinking: Teaching Geographic Perspectives on Conservation, Preservation and the Hetch Hetchy Valley Controversy." Journal of Geography in Higher Education. 33(3): 433-451.
5. ↑  On this Day，Obituary: John Muir （页面存档备份，存于）
6. ↑  Steve Roper，John Muir's Yosemite （页面存档备份，存于）
7. ↑  When we try to pick out anything by it self, we find it hitched to everything else in the universe. - John Muir [永久]
8. 1 2  Carolyn Merchant，Shades of Darkness: Race and Environmental History

### 一手资料
- Cronon, William, ed. . 美国图书馆. 1997年. ISBN 978-1-883011-24-6.
- Internet Archive的 Works by John Muir，扫描件，原版插图
- 约翰·缪尔的照片 （页面存档备份，存于），来自 University of the Pacific's Holt-Atherton Digital Special Collections （页面存档备份，存于），有200多幅，主要取自Pacific大学

### 二手资料
- Austin, Richard C. . Creekside Press. 1991.
- Ehrlich, Gretel. . 国家地理学会. 2000. ISBN 978-0-7922-7954-9.
- Fox, Stephen. . Little, Brown and Company. 1981. ISBN 978-0-316-29110-1.
- Meyer, John M. . Polity. 1997, 30 (2): 267–284. ISSN 0032-3497.
- Miller, Char. . Island Press. 2001. ISBN 978-1-55963-822-7.
- O'Casey, Terrence. . Christian Standard. 2006-09-24.[永久]
- Smith, Michael B. . The Historian. June 1998, 60 (4): 757–778. ISSN 0018-2370.
- Turner, Fredrick. . Viking Press. 1985. ISBN 978-0-87156-704-8.
- Williams, Dennis. . Texas A&M University Press. 2002. ISBN 978-1-58544-143-3.
- Wolfe, Linnie Marsh. . University of Wisconsin Press. 1945. ISBN 978-0-299-18634-0. (获得1946年的普利策传记奖)
- Worster, Donald. . Environmental History. January 2005, 10(1): 8–19. （原始内容存档于2005-03-13）.
- Wuerthner, George. . Stackpole Books. 1994: 25-37. ISBN 978-0-8117-2598-9.
- Yancey, Philip.  (PDF). Zondervan Publishing Company. 2004: 24-25. （原始内容 (PDF)存档于2007-11-12）.

### 其他书籍
- Sachs, Aaron. . Viking Press. 2006. ISBN 978-0-670-03775-9. 缪尔是作者关注的受亚历山大·冯·洪堡影响的四人之一